# Debora Weber-Wulff

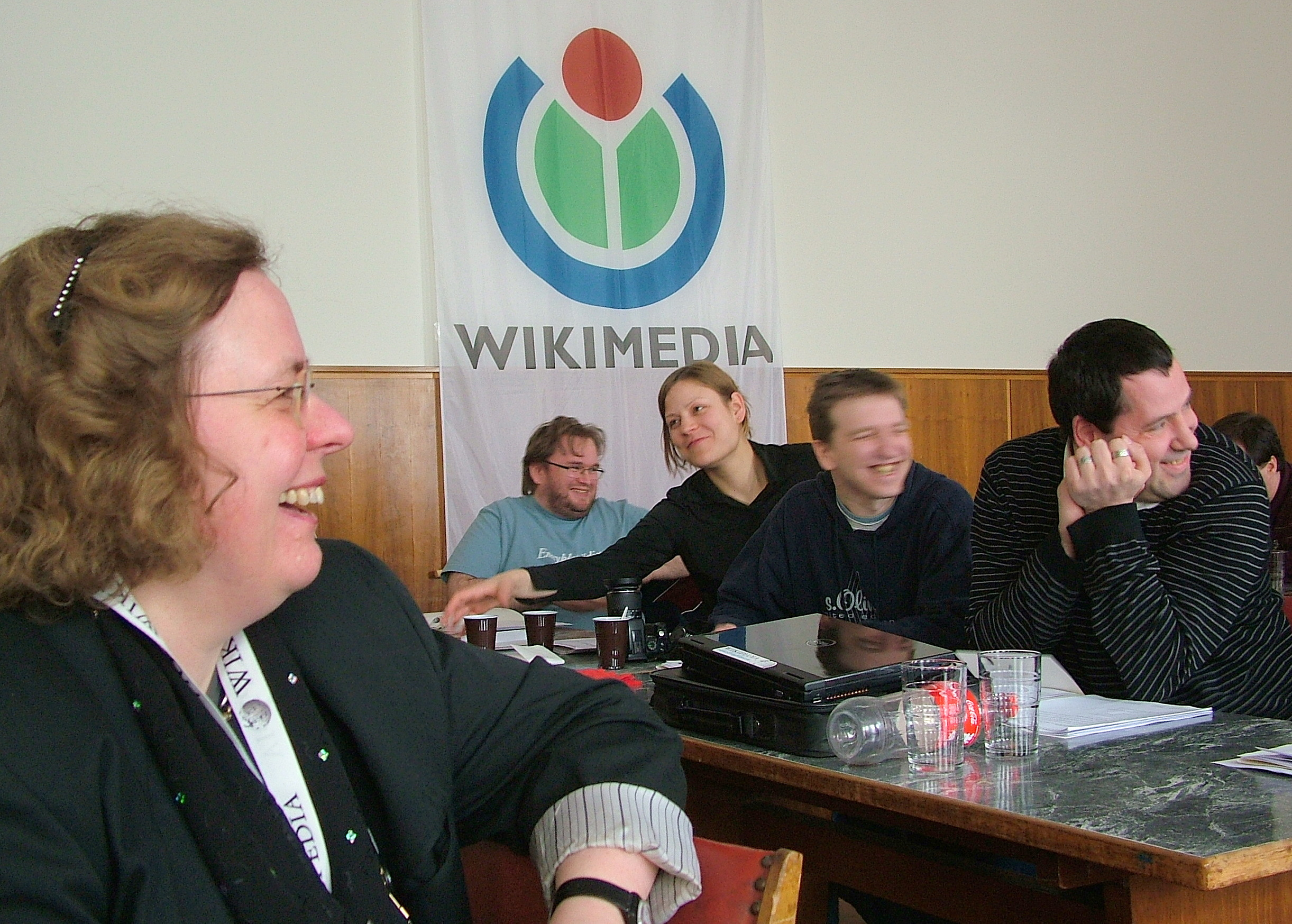
Debora Weber-Wulff (links) 2009 bei der Mitgliederversammlung von Wikimedia Deutschland

Debora Weber-Wulff (* 11. Mai 1957 in Butler, Pennsylvania, USA) ist eine deutsche Informatikerin und pensionierte Hochschullehrerin. Seit 2001 lehrt sie Medieninformatik an der Hochschule für Technik und Wirtschaft Berlin.

## Leben
Debora Weber-Wulff, gebürtige US-Amerikanerin, studierte Angewandte Physik an der University of California, San Diego und ab 1976 Informatik an der Christian-Albrechts-Universität zu Kiel. Als Diplom-Informatikerin war sie unter anderem bei Norsk Data tätig, ab 1989 wieder in Kiel, ab 1991 an der Freien Universität Berlin und ab 1993 als Professorin an der Technischen Fachhochschule Berlin. Sie promovierte 1996 mit dem Thema Contributions to Mechanical Proofs of Correctness for Compiler Front-Ends am Institut für Informatik und Praktische Mathematik der Christian-Albrechts-Universität zu Kiel.
Von 2010 bis 2014 war Debora Weber-Wulff ernanntes Mitglied der Sachverständigenkommission zur Überprüfung der Berufungspraxis im Land Brandenburg.
Weber-Wulff engagiert sich gegen Plagiarismus an Hochschulen. Sie ist Autorin des Online-Selbstlernkurses Fremde Federn Finden, der das Identifizieren von Plagiaten erleichtert. Sie arbeitet unter dem Namen WiseWoman (Weise Frau) am VroniPlag Wiki sowie seit 2004 bei Wikipedia mit.

## Auszeichnungen
Im Jahr 2018 wurde sie zum Fellow der Gesellschaft für Informatik ernannt.

## Schriften
- Contributions to mechanical proofs of correctness for compiler front ends. Institut für Informatik und Praktische Mathematik. Kiel 1997 (zugleich Dissertation, Universität Kiel 1996).
- Mit Christina Class, Wolfgang Coy, Constanze Kurz und David Zellhöfer: Gewissensbisse – Ethische Probleme der Informatik. Biometrie – Datenschutz – geistiges Eigentum. transcript, Bielefeld 2009, ISBN 978-3-8376-1221-9.
- False Feathers – A Perspective on Academic Plagiarism. Springer, Heidelberg 2014, ISBN 978-3-642-39960-2
- Debora Weber-Wulff: Plagiarism detectors are a crutch, and a problem. In: Nature. Band 567, Nr. 7749, 27. März 2019, ISSN 0028-0836, S. 435–435 (nature.com [abgerufen am 6. November 2022]).